# ایشتی‌بایوو
ایشتی‌بایوو (انگلیسی: Ishtybayevo) یک شهرک در شهرستان میشکینسکی استان باشقیرستان کشور روسیه است.